# Luís Torras
Luís Torras Martínez (* 29. Dezember 1912 in Vigo; † 14. Januar 2024) war ein spanischer Maler.

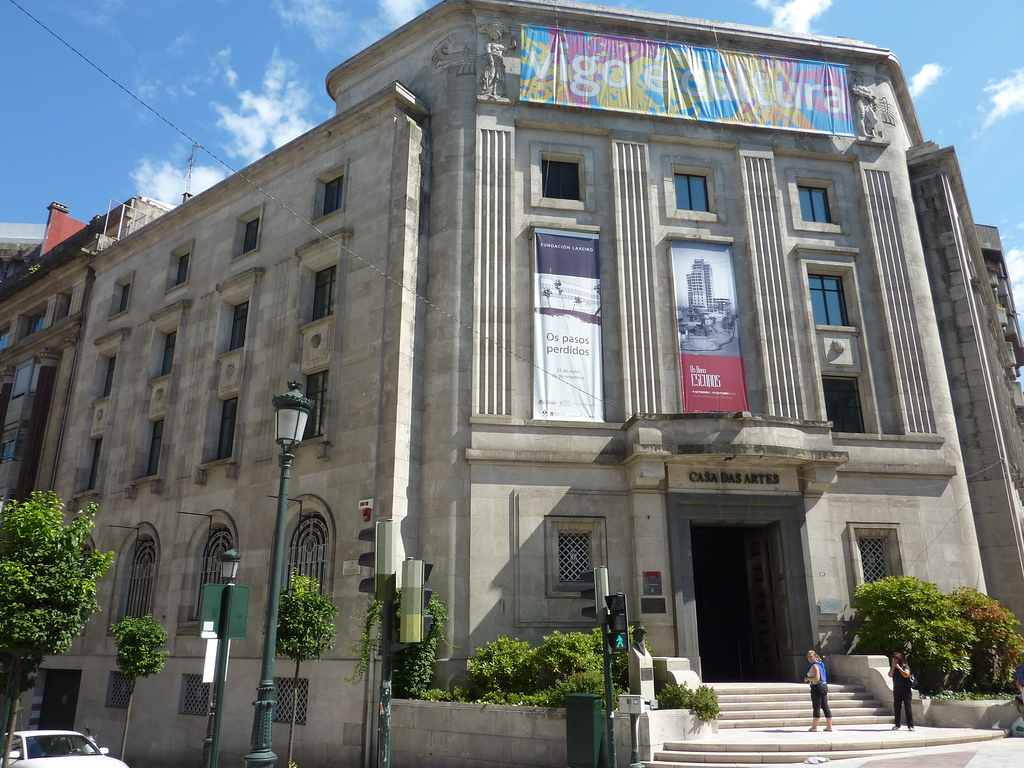
Das Casa das Artes, in dem eine Dauerausstellung von Torras' Werken im zweiten Stock stattfand (2010).

## Leben
Als Sohn eines katalanischen Geschäftsmannes wurde er in der Calle Alfonso XIII in Vigo geboren und studierte bei den Maristen. Er arbeitete im Kirschenbetrieb der Familie. Er lernte das Zeichnen in einer Akademie in Vigo.
Im Jahr 1935 zog er nach Madrid an die Königliche Akademie der Schönen Künste von San Fernando. Der Ausbruch des Spanischen Bürgerkriegs führte ihn aus dem Sommerurlaub nach Hause. Als er in die Armee eingezogen wurde, war er im Kampf durch zwei Kugeln schwer verwundet worden, wodurch er dauerhaft taub wurde. Nach dem Krieg kehrte er 1941 nach Madrid zurück und erlangte den Titel eines Zeichenlehrers, wo er zunächst dort und ab 1954 an der Städtischen Kunst- und Handwerksschule in Vigo arbeitete.
Im Jahr 1946 heiratete er María Jesús Incera Cruz. Das Paar hatte einen Sohn, Louis. Als einsamer Künstler hielt er sich fern von Künstlerkreisen und Wettbewerben. Torras machte nur wenige Ausstellungen, einige in Vigo und anderen Städten in Spanien. Er war Gegenstand einer anthologischen Ausstellung im García Barbón Theater im Jahr 1985, einer Institution, für die er in den sechziger Jahren arbeitete, und nahm auch an der Pontevedra Biennale teil. Zu seinem Zeichenstil gehörte unter anderem der figurativer Realismus. Die Elemente der Natur werden in seinen Landschaften synthetisiert. Er war auch Porträtist. Seine Gemälde befinden sich im Museo Reina Sofía, in der Sammlung Afundación, im Stadtmuseum von Quiñones de León, im Provinzmuseum von Pontevedra, im Zentrum für zeitgenössische Kunst Galiciens, in Privatsammlungen und vor allem in der Casa de las Artes in Vigo, wo er eine umfangreiche Dauerausstellung hat, eine Sammlung, bestehend aus 67 Gemälden, die 1998 vom Stadtrat von Vigo geschaffen wurde. Bei der Regionalausstellung 1960 in Vigo belegte er den zweiten Platz. Im National of Fine Arts 1962 wurde ihm die dritte Medaille verliehen. Im ersten Wettbewerb der Unión Fenosa wurde er mit dem Erwerb einer Landschaft ausgezeichnet.
Am 23. August 2022 wurde er zudem mit 109 Jahren die älteste Person Galiziens, als erster Mann seit Ende des 20. Jahrhunderts. Obwohl er sein Haus ab 2019 nicht mehr oft verließ, ging er noch ab und zu spazieren und war bis zu seinem Lebensende als Maler aktiv.
Torras starb am 14. Januar 2024 im Alter von 111 Jahren und 16 Tagen. Seine Frau war einige Monate vor ihm im Alter von 100 Jahren gestorben.